# Леонов, Николай Ефимович
Николай Ефимович Леонов (1926–1992) — советский хозяйственный, государственный и политический деятель.

## Биография
Родился в 1926 году в деревне Щипачиха Нижегородской области. Член КПСС.
С 1952 года — на хозяйственной, общественной и политической работе. В 1952—1992 гг. — мастер, заместитель начальника сварочного цеха, начальник сварочного цеха, начальник планово-производственного отдела, заместитель директора по производству, директор завода «Красное Сормово»
Делегат XXIV, XXV съездов КПСС.
За внедрение новой техники при строительстве морских транспортов-ракетовозов был удостоен Государственной премии СССР 1982 года.
Умер в Нижнем Новгороде в 1992 году. Похоронен на кладбище «Копосово-Высоково».